# Serie B 1953/1954
Soutěžní ročník Serie B 1953/1954 byl 22. ročník druhé nejvyšší italské fotbalové ligy. Konal se od 13. září 1953 do 6. června 1954. 
Nejlepším střelcem se stal italský hráč Michele Manenti (Catania), který vstřelil 15 branek.

## Události
V předchozí sezoně se Catanii nepodařilo postoupit, ale v této sezoně se poprvé mohli radovat postupu do Serie A. Druhý postupující musel vzejít v dodatečném utkání mezi Pro Patria a Cagliari, které mělo stejný počet bodů. Utkání skončilo 2:0 pro Pro Patrii. Boj o záchranu skončil až v posledním kole. Celkem šest klubů mohlo sestoupit, nakonec sestup se týkal týmů Fanfulla, která obdržela trest 5 bodů a Piombino.

## Účastníci
| Klub              | Město         | Stadion                      | Trenér                                                                        | Minulá sezona                |
| ----------------- | ------------- | ---------------------------- | ----------------------------------------------------------------------------- | ---------------------------- |
| Alessandria       | Alessandria   | Stadio Giuseppe Moccagatta   | Giacomo Neri                                                                  | 2. místo v Serii C (postup)  |
| Brescia           | Brescia       | Stadium di viale Piave       | Luigi Bonizzoni                                                               | 4. místo v Serii B           |
| Cagliari          | Cagliari      | Stadio Amsicora              | Federico Allasio (1.–22. kolo) Ottavio Morgia (23.–26. kolo) Vincenzo Soro    | 4. místo v Serii B           |
| Catania           | Catania       | Stadio Cibali                | Piero Andreoli                                                                | 3. místo v Serii B           |
| Como              | Como          | Stadio Giuseppe Sinigaglia   | Hugo Lamanna                                                                  | 17. místo v Serii A (sestup) |
| Fanfulla          | Lodi          | Stadio Dossenina             | Mario Perazzolo                                                               | 14. místo v Serii B          |
| Marzotto Valdagno | Valdagno      | Stadio dei Fiori             | Carlo Rigotti (1.–21. kolo) Alberto Marchetti                                 | 8. místo v Serii B           |
| Messina           | Messina       | Stadio Giovanni Celeste      | Rudolf Hiden (1.–5. kolo) Luigi Bassi (6.–7. kolo) Cesare Gallea              | 4. místo v Serii B           |
| Modena            | Modena        | Stadio Comunale              | Cesare Gallea (1.–7. kolo) Renato Braglia (8. kolo) Renzo Magli               | 10. místo v Serii B          |
| Monza             | Monza         | Stadio "Città di Monza"      | Annibale Frossi (1.–10. kolo) Emilio Zafferri (11.–12. kolo) Fioravante Baldi | 4. místo v Serii B           |
| Padova            | Padova        | Stadio Silvio Appiani        | Pietro Rava (1.–23. kolo) Nereo Rocco                                         | 15. místo v Serii B          |
| Pavia             | Pavia         | Stadio Comunale              | Gipo Poggi                                                                    | 1. místo v Serii C (postup)  |
| Piombino          | Piombino      | Stadio Magona d'Italia       | Ferruccio Valcareggi                                                          | 15. místo v Serii B          |
| Pro Patria        | Busto Arsizio | Stadio Comunale              | Giacinto Ellena (1. –31. kolo) Luigi Rossetto                                 | 18. místo v Serii A (sestup) |
| Salernitana       | Salerno       | Stadio Donato Vestuti        | Enrico Carpitelli                                                             | 11. místo v Serii B          |
| Treviso           | Treviso       | Stadio Comunale              | Guido Testolina (1. –10. kolo) Luigi Busidoni (11. –12. kolo) Alfredo Notti   | 9. místo v Serii B           |
| Verona            | Verona        | Stadio Marcantonio Bentegodi | Luigi Rossetto (1. –18. kolo) Luigi Ferrero                                   | 13. místo v Serii B          |
| Vicenza           | Vicenza       | Stadio Romeo Menti           | Fioravante Baldi (1. –7. kolo) Aldo Campatelli                                | 12. místo v Serii B          |

## Tabulka
| Poř. | Tým                | Z  | V  | R  | P  | VG | OG | B  |
| ---- | ------------------ | -- | -- | -- | -- | -- | -- | -- |
| 1.   | Catania            | 34 | 16 | 11 | 7  | 54 | 31 | 43 |
| 2.   | Pro Patria         | 34 | 15 | 11 | 8  | 49 | 36 | 41 |
| 3.   | Cagliari           | 34 | 16 | 9  | 9  | 42 | 30 | 41 |
| 4.   | Como               | 34 | 14 | 12 | 8  | 37 | 22 | 40 |
| 5.   | Marzotto Valdagno  | 34 | 15 | 9  | 10 | 39 | 30 | 39 |
| 6.   | Vicenza            | 34 | 13 | 11 | 10 | 41 | 34 | 37 |
| 7.   | Verona             | 34 | 12 | 12 | 10 | 44 | 37 | 36 |
| 8.   | Monza              | 34 | 10 | 16 | 8  | 30 | 29 | 36 |
| 9.   | Brescia            | 34 | 11 | 11 | 12 | 33 | 38 | 33 |
| 10.  | Modena             | 34 | 9  | 12 | 13 | 35 | 37 | 30 |
| 11.  | Messina            | 34 | 9  | 12 | 13 | 23 | 27 | 30 |
| 12.  | Salernitana        | 34 | 10 | 10 | 14 | 31 | 46 | 30 |
| 13.  | Padova             | 34 | 9  | 11 | 14 | 33 | 40 | 29 |
| 14.  | Alessandria        | 34 | 9  | 11 | 14 | 39 | 50 | 29 |
| 15.  | Pavia              | 34 | 9  | 11 | 14 | 39 | 51 | 29 |
| 16.  | Treviso            | 34 | 7  | 15 | 12 | 24 | 41 | 29 |
| 17.  | Fanfulla (-5 bodů) | 34 | 11 | 11 | 12 | 37 | 34 | 28 |
| 18.  | Piombino           | 34 | 8  | 11 | 15 | 24 | 41 | 27 |

Poznámky
- Z = Odehrané zápasy; V = Vítězství; R = Remízy; P = Prohry; VG = Vstřelené góly; OG = Obdržené góly; B = Body
- za výhru 2 body, za remízu 1 bod, za prohru 0 bodů.
- při rovnosti bodů se rozhodovalo na základě poměru gólů (vstřelené góly ÷ obdržené góly).
- kluby Pro Patria a Cagliari odehráli dodatečné utkání o postup, které skončilo 2:0.

|  | Postup do Serie A |
|  | Sestup do Serie C |

## Střelecká listina
| Pořadí | Jméno            | Klub              | Branky |
| ------ | ---------------- | ----------------- | ------ |
| 1.     | Michele Manenti  | Catania           | 15     |
| 2.     | Franco Rosa      | Pavia             | 13     |
| 3.     | Franco Bassetti  | Catania           | 11     |
| 3.     | Luigi Genero     | Fanfulla          | 11     |
| 3.     | Norberto Höfling | Pro Patria        | 11     |
| 6.     | Mario De Prati   | Marzotto Valdagno | 10     |
| 6.     | Roberto Lerici   | Alessandria       | 10     |
| 6.     | Sergio Pison     | Padova            | 10     |
| 9.     | Armando Carta    | Fanfulla          | 9      |
| 9.     | Vittorio Ghiandi | Como              | 9      |
| 9.     | Enrico Pratesi   | Pro Patria        | 9      |